# 10,5-cm-Gebirgshaubitze 40
Die 10,5-cm-Gebirgshaubitze 40 war ein Gebirgsgeschütz der Wehrmacht im Zweiten Weltkrieg.

## Geschichte

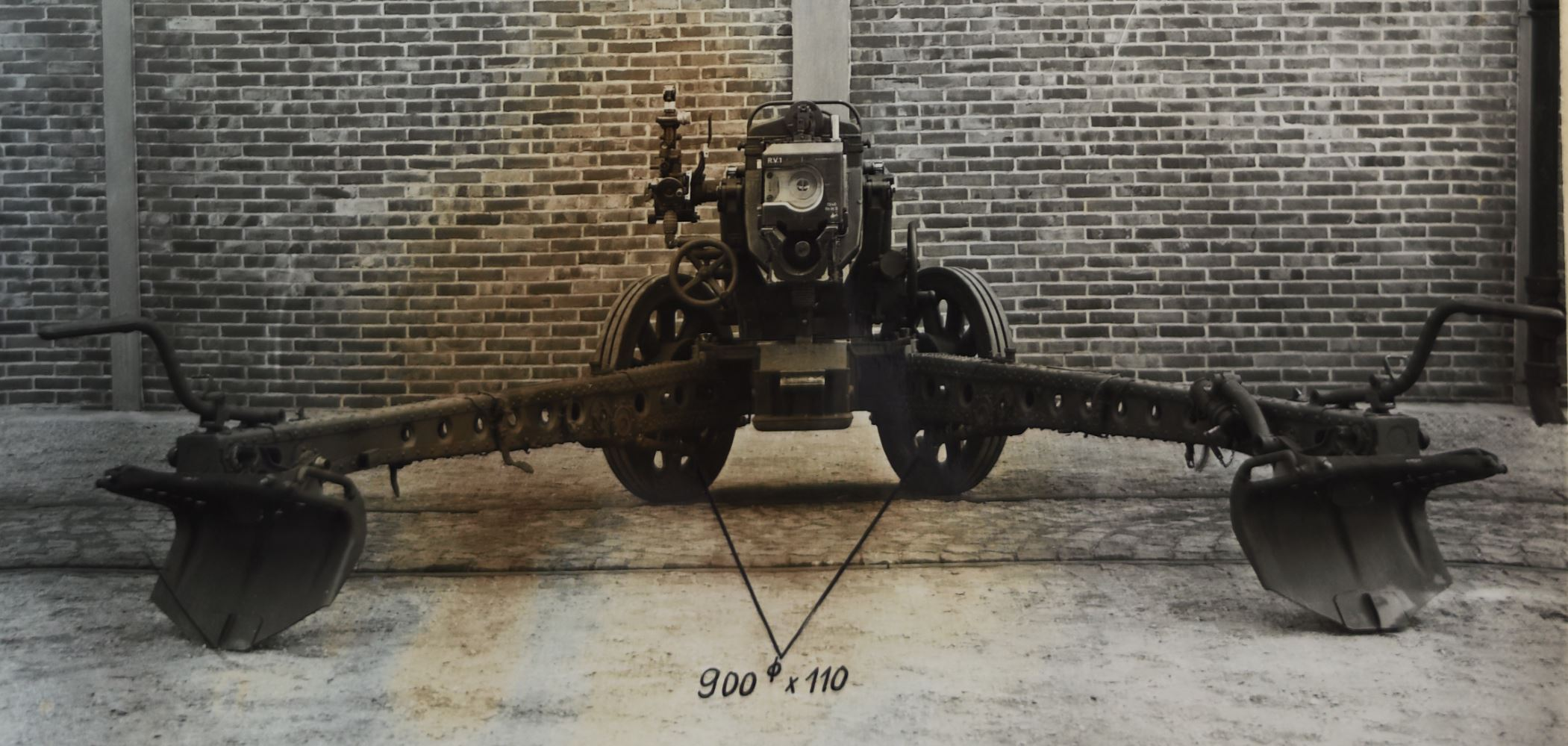
Rückansicht der 10,5-cm-Gebirgshaubitze 40

Das von den Gebrüder Böhler in Kapfenberg entwickelte Geschütz hatte eine Trageplatte unter der Lafettenachse. Da die Räder beim Spreizen der Lafettenholme nach oben wegklappten, ruhte das Geschütz auf der Trageplatte und den Holmenenden.
Zum Transport wurde das Geschütz in fünf Lasten aufgeteilt und in einachsigen Anhängern verpackt, die alle hintereinander fahrend von einem Kettenkrad gezogen wurden. Die Lebensdauer eines Rohres, das 14,81 Kilogramm schwere Geschosse verschoss, betrug ungefähr 8.000 bis 10.000 Schuss.
Die Gebirgshaubitze 40 wurde seit 1942 in den schweren Artillerieabteilungen der Gebirgsdivisionen eingesetzt. Es wurden ausgeliefert
1942: 30, 1943: 104, 1944: 223 und 1945: 63 Gebirgshaubitzen 40.  Der Herstellungspreis des Geschützes betrug 54.850 RM und war damit sehr hoch.